# SOS

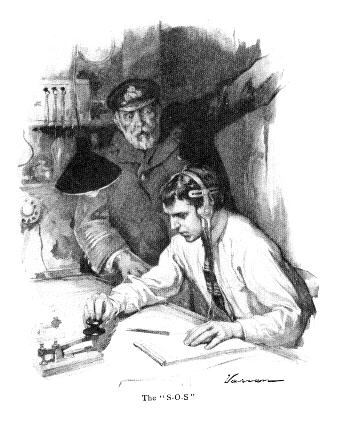
Rysunek z 1912 roku przedstawiający nadanie sygnału SOS

SOS – międzynarodowy sygnał w alfabecie Morse'a oznaczający wezwanie o pomoc.
Sygnał SOS został wprowadzony 1 lipca 1908 roku (wcześniej stosowano sygnał CQD). Przyjęto taką jego postać, gdyż jest łatwa do zapamiętania, nadawania i rozpoznania – składa się z: trzech krótkich, trzech długich i znowu trzech krótkich sygnałów, czyli . Sygnały nadawane są jednak jeden za drugim, bez przerw między trójkami jednakowych sygnałów, dlatego nie jest on równoważny nadaniu ciągu liter S-O-S.
Pierwsze skuteczne wykorzystanie tego sygnału nastąpiło 10 czerwca 1909 roku w katastrofie liniowca s/s Slavonia, który rozbił się na Azorach.
Z czasem zaczęto interpretować ten sygnał jako skrótowiec, między innymi od frazy save our souls / skins (ratujcie nasze dusze / skóry), save our ship (ratujcie nasz statek) lub send out succour (wyślijcie pomoc).

## Słynne wywołania SOS
- RMS Lusitania
- RMS Titanic (wraz z sygnałem CQD)
- HMHS Britannic
- SS Andrea Doria